# Artur Immisch
Artur Immisch (* 24. November 1902 in Hermsdorf, Sachsen-Altenburg; † 9. Januar 1949 in Bautzen) erlangte zu seinen Lebzeiten Bekanntheit als Pianist, weniger als Komponist. Sein musikalischer Nachlass wurde erst seit 1990 schrittweise aufgearbeitet.

## Leben
Der Pianist und Komponist Artur Immisch wurde 1902 in Hermsdorf, damals Sachsen-Altenburg, als Sohn einer gutsituierten Familie geboren. 1912 zogen die Immischs nach Bautzen.
Nach dem Abitur bezog er 1921 die Universität Jena um auf Wunsch seines Vaters Rechtswissenschaften und Nationalökonomie zu studieren. Dort begann gleichzeitig seine musikalische Ausbildung. Das Doppelstudium setzte er 1922/23 an der Universität München bzw. an der Akademie für Tonkunst bei Ernst Riemann fort. Er beendete es in Leipzig während der Jahre 1923–1928 wo er von Carl Adolf Martienssen in künstlerischem Klavierspiel und Klaviermethodik sowie von Hermann Grabner in Musiktheorie und Komposition unterrichtet wurde. Im Jahre 1926 promovierte Immisch an der Universität Leipzig zum Doktor der Rechtswissenschaften. Eine juristische Tätigkeit hat er jedoch nie ausgeübt, seit 1928 widmete er sich ausschließlich der Musik.
Seine Tätigkeit als Konzertpianist führte ihn in mehrere Großstädte Deutschlands, vor allem nach Dresden, wo Immisch Anfang der 1930er Jahre ansässig wurde. Er erwarb sich einen sehr guten Ruf als intelligenter Interpret moderner Klaviermusik. Später begleitete er vermehrt Sänger und Instrumentalsolisten, auch im Rundfunk. Ab 1936 war Immisch Dozent an der Orchesterschule der Sächsischen Staatskapelle Dresden bzw. am Konservatorium. Vor einem Kriegseinsatz bewahrte ihn eine Skoliose, die auf einen Unfall im Turnunterricht als Dreizehnjähriger zurückzuführen ist und woran Immisch laut Aussage seiner Schwester „zeitlebens schwer zu tragen hatte“. So wurde Immisch jedoch bedrängt der NSDAP beizutreten, was er verweigerte. Dies führte 1943 zur fristlosen Entlassung. Infolge der Luftangriffe auf Dresden gab er 1945 die Stadt als Wirkungskreis auf. Nach Kriegsende erneuerte die Akademie für Musik und Theater Dresden das Angebot, ihn als Dozent an ihr Institut zu berufen. Immisch lehnte wegen seines schlechten Gesundheitszustandes ab. Er verstarb im Januar 1949, kurz nach Vollendung des 46. Lebensjahres in seiner Heimatstadt Bautzen.

## Werk
Immisch hinterließ einen qualitativ beachtlichen kompositorischen Nachlass, der vorwiegend auf kammermusikalischen Werken basiert. Vor allem in den 50, größtenteils recht anspruchsvollen, Liedern, in denen auch sein Interesse für zeitgenössische Autoren deutlich wird, offenbart er eine bemerkenswerte Meisterschaft. Nahezu die Hälfte dieser Lieder sind Vertonungen chinesischer und japanischer Lyrik. Beeinflusst vom französischen Impressionismus haben diese Werke durchaus einen individuellen Stil. Zu einer geplanten Herausgabe ist es zu seinen Lebzeiten nicht mehr gekommen. Nach seinem Tod geriet sein Schaffen bald für Jahrzehnte in Vergessenheit. Ab 1997 wurden schließlich die Noten der meisten Lieder, Klavier- und Kammermusikwerke gesetzt, viele Stücke in Konzerten aufgeführt sowie einige auf CD und DVD dokumentiert. Dabei ist es der letzten Schülerin Artur Immischs am Dresdner Konservatorium, Brigitta Lubke (1925–2004), zu verdanken, dass die Manuskripte seiner Werke erhalten geblieben sind.

## Nachlass
Der musikalische Nachlass von Artur Immisch befindet sich zum einen im Stadtmuseum Bautzen sowie in Privatbesitz.

## Werkauswahl
- 7 Lieder nach Gedichten von Paul Verlaine
- Drei Lieder nach Texten von Friedrich Nietzsche
- Drei Liebesgedichte von Ricarda Huch
- Zwei Lieder nach Gedichten von Max Dauthendey
- 10 Lieder aus „Japanischer Frühling“ von Hans Bethge
- 7 Lieder aus „Die chinesische Flöte“ von Hans Bethge
- Vier chinesische Lieder nach Li-Tai-Po, Nachdichtungen von Klabund
- Präludium für Klavier
- Bilder aus dem Großen Garten
- „Ecce nunc benedicite Domino“ für zwei vierstimmige Chöre
- Poème für Klavier

## Diskografie (Auswahl)
- 1997: Vergessene Kostbarkeiten
- 2011: Dresdner Lieder, Kompositionen aus drei Jahrhunderten
- 2019: "Lieder von Artur Immisch und Robert Schumann" (Blu-Ray / DVD)